# Куп Југославије у фудбалу 1960/61.
Куп Југославије у фудбалу 1960/61. је такмичење у организацији Фудбалског савеза Југославије на коме је учествовало укупно 2.325 екипа из ФНРЈ. У завршницу се пласирало 32 клубова (и то 10 из НР Србије, 9 из НР Хрватске, 6 из НР Босне и Херцеговине, по три клуба из НР Црне Горе и НР Македоније и један клуб из НР Словеније).
Завршно такмичење је почело 11. децембра 1960. и трајало је до 28. маја 1961. када је одиграна финална утакмица.

## Шеснаестина финала
| Утак. | Клуб, Место           | Резултат                | Клуб, Место           |
| ----- | --------------------- | ----------------------- | --------------------- |
| 1.    | Работнички Скопље     | 3-2                     | Ријека                |
| 2.    | Вартекс Вараждин      | 1-0                     | Жељезничар Сарајево   |
| 3.    | Марибор               | 0-4                     | Црвена звезда Београд |
| 4.    | Слобода Тузла         | 2-2 (1:1, 1:0) 4:2 пен. | Војводина Нови Сад    |
| 5.    | Борово                | 2-0                     | Трешњевка Загреб      |
| 6.    | Јединство Бијело Поље | 1-2                     | Вардар Скопље         |
| 7.    | Пролетер Осијек       | 2-1 (1:1, 0:1)          | Нови Сад              |
| 8.    | Мачва Шабац           | 0-3                     | Хајдук Сплит          |
| 9.    | Сплит                 | 3-2 (2:2, 2:1)          | Сарајево              |
| 10.   | ОФК Београд           | 5-2                     | Раднички Сомбор       |
| 11.   | Раднички Београд      | 2-0                     | Спартак Суботица      |
| 12.   | Шибеник               | 3-1                     | Сутјеска Никшић       |
| 13.   | Партизан Београд      | 3-1                     | Будућност Титоград    |
| 14.   | Слога Краљево         | 6-4                     | Победа Прилеп         |
| 15.   | Вележ Мостар          | 0-1                     | Динамо Загреб         |
| 16.   | Јединство Бихаћ       | 1-2                     | Борац Бања Лука       |

## Осмина финала
| Утак. | Клуб, Место           | Резултат | Клуб, Место       |
| ----- | --------------------- | -------- | ----------------- |
| 1.    | Вардар Скопље         | 3:2      | Партизан Београд  |
| 2.    | Раднички Београд      | 4:1      | Слога Краљево     |
| 3.    | Црвена звезда Београд | 0:1      | Слобода Тузла     |
| 4.    | Сплит                 | 1:0      | ОФК Београд       |
| 5.    | Борац Бања Лука       | 0:3      | Борово            |
| 6.    | Вартекс Вараждин      | 3:1      | Пролетер Осијек   |
| 7.    | Хајдук Сплит          | 1:0      | Динамо Загреб     |
| 8.    | Шибеник               | 9:1      | Работнички Скопље |

## Четрвртфинале
| Утак. | Клуб, Место   | Резултат | Клуб, Место      |
| ----- | ------------- | -------- | ---------------- |
| 1.    | Вардар Скопље | 4:1      | Раднички Београд |
| 2.    | Слобода Тузла | 1:4      | Сплит            |
| 3.    | Борово        | 0:1      | Вартекс Вараждин |
| 4.    | Хајдук Сплит  | 4:3      | Шибеник          |

## Полуфинале
| Утак. | Клуб, Место      | Резултат       | Клуб, Место  |
| ----- | ---------------- | -------------- | ------------ |
| 1.    | Вардар Скопље    | 5:2            | Сплит        |
| 2.    | Вартекс Вараждин | 2:0 (0:0, 0:0) | Хајдук Сплит |

## Финале
| Победник Купа Југославије у фудбалу 1960/61. |
| -------------------------------------------- |
| ФК Вардар Скопље ФК Вардар 1. титула.        |

| Домаћи клуб                    | Резултат | Гостујући клуб |
| ------------------------------ | --- | --- |
| Вардар Скопље                  | 2:1 (0:0) | Вартекс Вараждин |
| Датум                          | 28. мај, 1961. | 28. мај, 1961. |
| Стадион                        | Стадион ЈНА, Београд | Стадион ЈНА, Београд |
| Гледалаца                      | 15.000 | 15.000 |
| Судија                         | Б. Станишић (Сарајево) | Б. Станишић (Сарајево) |
| ФК Вардар (тренер: Антал Лика) | Тоде Георгиевски, Благоја Вучидолов, Петар Ангушев, Славко Дачевски, Часлав Божиновски, Драган Трајчевски, Мирко Илиевски, Владо Николовски, Стојан Велковски, Андон Дончевски, Петар Сулинчевски | Тоде Георгиевски, Благоја Вучидолов, Петар Ангушев, Славко Дачевски, Часлав Божиновски, Драган Трајчевски, Мирко Илиевски, Владо Николовски, Стојан Велковски, Андон Дончевски, Петар Сулинчевски |
| НК Вартекс (тренер: К. Пушкец) | Блаж Јурец, Станко Црнковић, Јосип Матковић, Рихард Ројник, Иван Родик, Александар Крлежа, Дамир Храин, Иван Пикл, Иван Пинтарић, Карло Свибен, Фрањо Франчешкин                                  | Блаж Јурец, Станко Црнковић, Јосип Матковић, Рихард Ројник, Иван Родик, Александар Крлежа, Дамир Храин, Иван Пикл, Иван Пинтарић, Карло Свибен, Фрањо Франчешкин                                  |
| Стрелци                        | 1-0 Николовски 50', 2:0 Илиевски 53', 2:1 Пикл 59' | 1-0 Николовски 50', 2:0 Илиевски 53', 2:1 Пикл 59' |

## Резултати победника Купа Југославије 1960/61. уКупу победника купова 1961/62.
| Ранг      | Клуб                | Држава  | укупан рез. | Држава | Клуб          | 1. утак. | 2. утак. |
| --------- | ------------------- | ------- | ----------- | ------ | ------------- | -------- | -------- |
| Прво коло | Данфермлајн атлетик | Шкотска | 5:2         | СФРЈ   | Вардар Скопље | 5:0      | 0:2      |